# Fiat 1100 T
Fiat 1100 T — сімейство фургонів, пікапів і мікроавтобусів, що виготовлялось італійською компанією Fiat з 1957 по 1971 рік.

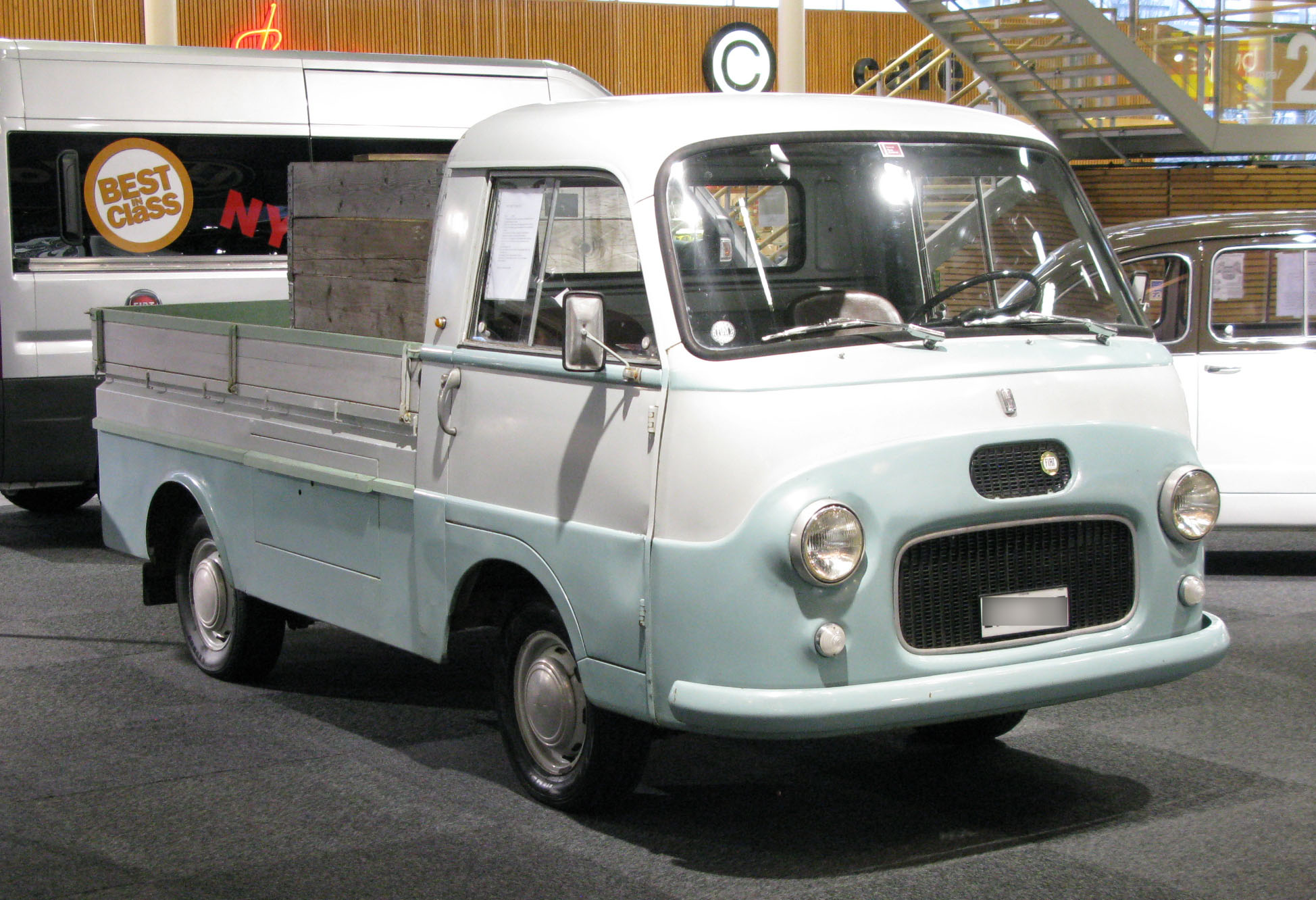

Автомобіль оснащувався бензиновим двигуном 1089 см3 (Тип 103 D.007) потужністю 38 к.с. (28 кВт) при 4800 об/хв і розвивав максимальну швидкість 90 км/год. У 1959 році його на заміну прийшов Fiat 1100 T2 з двигуном 1222 см3 потужністю 45 к.с. (33 кВт). Виробництво фургона продовжувалося постійним потоком оновлених двигунів, поки виробництво Fiat 1100 T4 не закінчилося в 1971 році.